# Изгори
Изгори су насељено мјесто у општини Гацко, Република Српска, БиХ. Према попису становништва из 1991. у насељу је живјело 194 становника.

## Становништво
| Демографија | Демографија | Демографија |
| Година      | Становника  | Становника  |
| ----------- | ----------- | ----------- |
| 1961.       | 555         |             |
| 1971.       | 529         |             |
| 1981.       | 342         |             |
| 1991.       | 194         |             |

## Знамените личности
- Драга Мастиловић, српски хајдучки четовођа
- Обрен Шупић, народни херој Југославије
- Драга Мастиловић (професор), српски историчар